# Suisei no gargantia
Suisei no gargantia (翠星のガルガンティア), également appelé Gargantia on the Verdurous Planet en Amérique du Nord, est un anime de treize épisodes écrit par Gen Urobuchi et produit par le studio Production I.G sous la direction de Kazuya Murata. Il a été diffusé entre avril et juin 2013 au Japon. Une suite sous forme de deux OVA est sortie entre novembre 2014 et mai 2015. Un manga dessiné par Wataru Mitogawa est également sorti pour promouvoir l'anime. Il a été prépublié dans le magazine Newtype Ace entre janvier et juillet 2013, et est actuellement prépublié dans le magazine Kadokawa Niconico Ace de l'éditeur Kadokawa Shoten depuis août 2013.

## Synopsis
Dans un futur lointain et aux confins de la galaxie, l'Alliance Galactique Humaine lutte pour survivre face à une race nommée « Hideous ». Au cours d'une bataille, le lieutenant Ledo et son arme humanoïde Chamber sont engloutis dans une distorsion temporelle. Une fois réveillé, Ledo réalise qu'il est arrivé sur Terre, une planète submergée par la mer après une période glaciaire, où les gens vivent humblement dans de grands navires et recherchent de vieilles reliques. Ledo se retrouve sur une flotte nommée Gargantia. En l’absence de connaissance de la planète et de sa culture, Ledo se trouve forcé de vivre aux côtés de Amy, une jeune messagère de quinze ans.

## Personnages
Ledo (レド, Redo)
Lieutenant de l'Alliance Galactique Humaine, 16 ans.
Amy (エイミー, Eimī)
Jeune messagère de 15 ans.
Chamber (チェインバー, Cheinbā)
Robot humanoïde très intelligent.
Bellows (ベローズ, Berōzu)
Récupératrice d'artefacts.
Pinion (ピニオン, Pinion)
Mécanicien, réparateur d'artefacts.
Saaya (サーヤ, Sāya)
Amie d'Amy et de Melty.
Kugel (クーゲル, Kūgeru)
Commandant de l'Alliance Galactique.
Bevel (ベベル, Beberu)
Petit frère d'Amy, il souffre d'une maladie cardiaque.
Rigid (リジット, Rijett)
Commandant de la flotte "Gargantia", elle succède à Ferrock.
Melty (メルティ, Meruti)
Amie d'Amy et de Saaya.
Joe (ジョー, Jō)
Réparateur de la flotte "Gargantia"
Ferrock (フェアロック, Fearokku)
Commandant de la flotte "Gargantia".

## Manga

### Liste des volumes
| no | Japonais         | Japonais          |
| no | Date de sortie   | ISBN              |
| -- | ---------------- | ----------------- |
| 1  | 6 avril 2013     | 978-4-04-120677-5 |
| 2  | 6 septembre 2013 | 978-4-04-120850-2 |
| 3  | 10 mars 2014     | 978-4-04-121068-0 |

## Anime
L'anime a été annoncée dans le volume 16 du magazine Newtype Ace sorti en 2012. Il a débuté le 7 avril 2013 sur Tokyo MX et s'est terminé le 30 juin 2013. Un quatorzième épisode est sorti sous forme d'OAV avec le premier Blu-ray le 28 août 2013,, et un quinzième le 25 octobre 2013. La série est diffusée en simulcast par Crunchyroll en Amérique du Nord, en Grande-Bretagne, en Afrique du Sud, en Australie, en Nouvelle-Zélande et dans plusieurs pays européens.
Une suite a été annoncée en octobre 2013. Il s'agit de deux OAV intitulés Suisei no Gargantia ~Meguru Kōro, Haruka~ (翠星のガルガンティア 〜めぐる航路、遥か〜). Ces OAV sont diffusés au Japon respectivement le 27 septembre 2014 et en avril 2015 dans les cinémas japonais, avant de sortie en Blu-ray le 21 novembre 2014 et le 27 mai 2015.

### Liste des épisodes
| No       | Titre français                      | Titre japonais | Titre japonais              | Date de 1re diffusion |
| No       | Titre français                      | Kanji          | Rōmaji                      | Date de 1re diffusion |
| -------- | ----------------------------------- | -------------- | --------------------------- | --------------------- |
| 1        | Naufragé                            | 漂流者         | Hyōryūsha                   | 7 avril 2013          |
| 2        | La planète où ça a commencé         | 始まりの惑星   | Hajimari no Wakusei         | 14 avril 2013         |
| 3        | La Reine des Voyous                 | 無頼の女帝     | Burai no jotei              | 21 avril 2013         |
| 4        | La flûte des souvenirs              | 追憶の笛       | Tsuioku no Fue              | 28 avril 2013         |
| 5        | Journée calme                       | 凪の日         | Nagi no Hi                  | 5 mai 2013            |
| 6        | Carnaval                            | 謝肉祭         | Shanikusai                  | 12 mai 2013           |
| 7        | Les dispositions du soldat          | 兵士のさだめ   | Heishi no Sadame            | 19 mai 2013           |
| 8        | Divorce                             | 離別           | Ribetsu                     | 26 mai 2013           |
| 9        | Le secret des profondeurs           | 深海の秘密     | Shinkai no Himitsu          | 2 juin 2013           |
| 10       | L'île des ambitions                 | 野望の島       | Yabō no Shima               | 9 juin 2013           |
| 11       | Le maître suprême de la terreur     | 恐怖の覇王     | Kyōfu no Haō                | 16 juin 2013          |
| 12       | L'heure de décision                 | 決断のとき     | Ketsudan no Toki            | 23 juin 2013          |
| 13       | La légende de la planète verdoyante | 翠の星の伝説   | Midori no Hoshi no Densetsu | 30 juin 2013          |
| 14 (OAV) | Flotte abandonnée                   | 廃墟船団       | Haikyo Sendan               | 28 août 2013          |
| 15 (OAV) | Autel de l’émissaire céleste        | まれびとの祭壇 | Marebito no Saidan          | 25 octobre 2013       |

### Doublage
| Personnages | Personnages | Voix japonaises   | Voix françaises   |
| ----------- | ----------- | ----------------- | ----------------- |
| Amy         | Amy         | Hisako Kanemoto   | Delphine Saroli   |
| Ledo        | Ledo        | Kaito Ishikawa    | Fabien Albanese   |
| Chamber     | Chamber     | Tomokazu Sugita   | Hyppolite Audouy  |
| Ridget      | Ridget      | Sayaka Ohara      | Justine Hostekint |
| Pinion      | Pinion      | Katsuyuki Konishi | Michaël Maïnö     |
| Bellows     | Bellows     | Shizuka Itou      | Elodie Lasne      |
| Joe         | Joe         | Yuuki Hayashi     | Damien Laquet     |
| Fairlock    | Fairlock    | Hideaki Tezuka    | Laurent Pasquier  |
| Oldham      | Oldham      | Hideyuki Umezu    | Jean-Marc Galéra  |
| Flange      | Flange      | Eizu Tsuda        | Julien Dutel      |
| Saya        | Saya        | Ai Kayano         | Sarah Cornibert   |
| Melty       | Melty       | Kana Asumi        | Sandra Vandroux   |
| Bevel       | Bevel       | Yuka Terasaki     | Charlotte Duran   |
| Striker     | Striker     | Ayumi Fujimura    | Dany Benedito     |

## Produits dérivés

### Publications
Un light novel édité par Nitroplus est sorti le 20 mai 2013. Une autre série de light novels est également publiée au Japon : le premier volume est sorti le 30 mai 2013, le deuxième le 29 juin 2013 et le troisième le 30 septembre 2013.